# Ricard Giralt i Casadesús

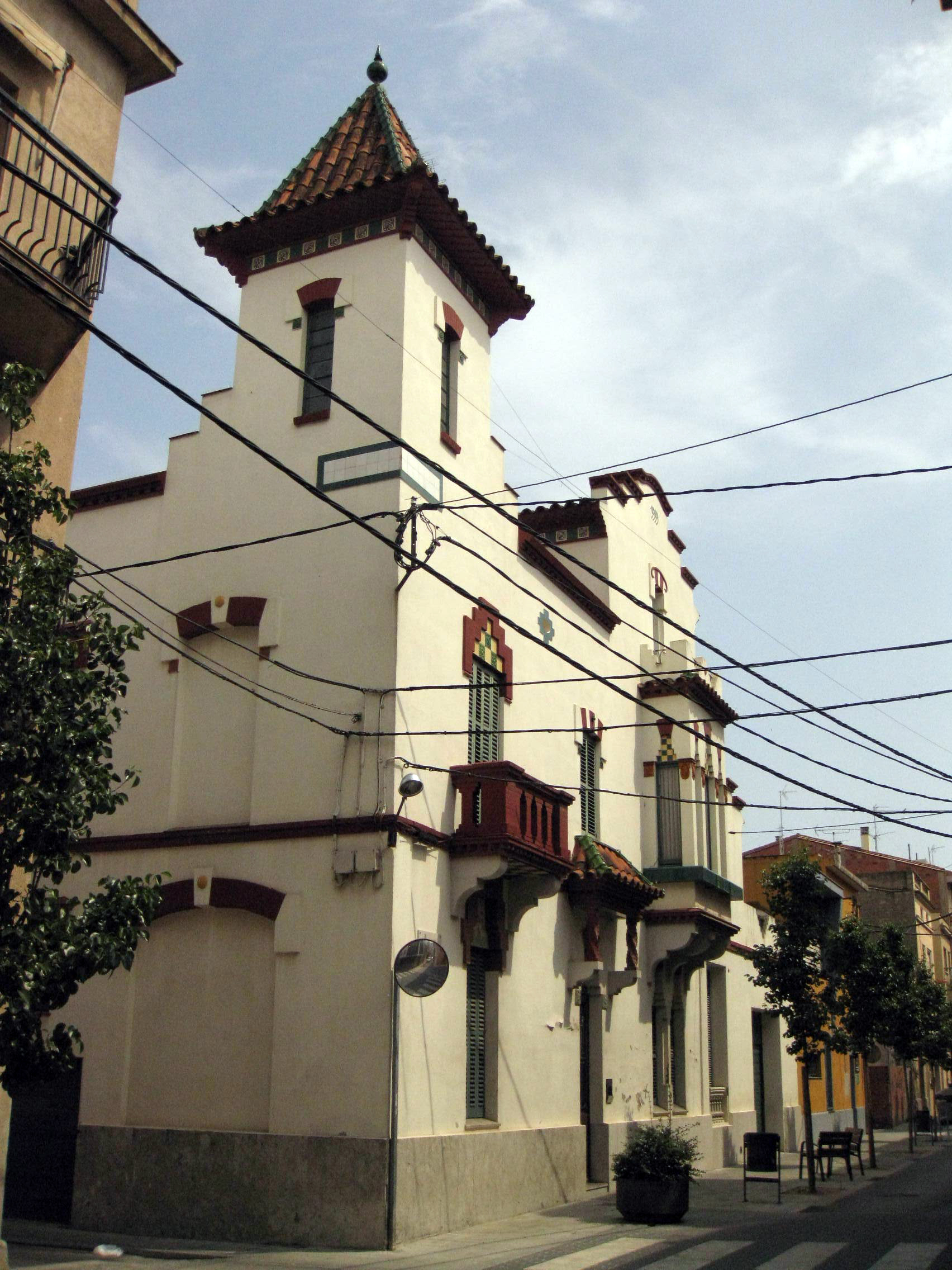
Casa Juez, Figueras

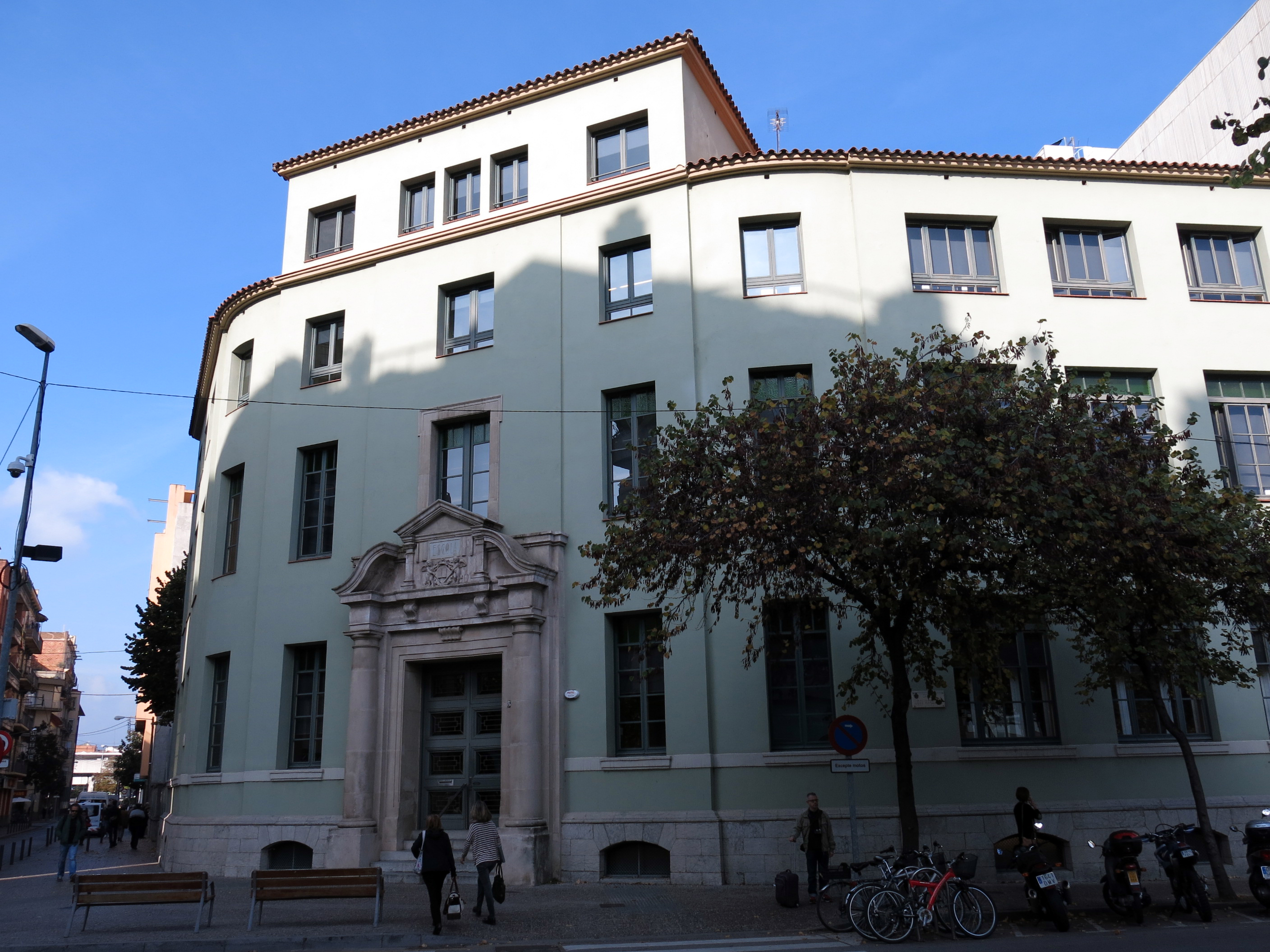
Escuelas de la Mercè (1933), actualmente CEIP Verd, Gerona

Ricard Giralt i Casadesús (Barcelona, 15 de diciembre de 1884—ibidem, 28 de abril de 1970) fue un arquitecto español. Se inició en el novecentismo, para evolucionar en los años 1930 hacia el racionalismo.

## Biografía
Nació en Barcelona en 1884, hijo de Gaietà Giralt y Dolors Casadesús. Estudió en la Escuela Técnica Superior de Arquitectura de Barcelona, donde se tituló en 1911 y se doctoró en 1913. Entre sus primeras obras se encuentra la casa Fàbregas (1913-14) de Amposta, en las Tierras del Ebro.
En 1915 fue nombrado arquitecto municipal de Figueras y, en 1922, de Gerona. En Figueras urbanizó la Rambla y el parque Bosc, y fue artífice del edificio del Ayuntamiento. En Gerona, urbanizó la cuesta de Sant Feliu, la plaza de Correos, la avenida Ramon Folch y la plaza Marqués de Camps, y construyó la Piscina Municipal de la Devesa y varias escuelas.
Participó en los Congresos de Arquitectos de Lengua Catalana (1932-33) y en el Primer Congreso Municipalista Catalán. En 1931 fue elegido decano del Colegio de Arquitectos de Cataluña.
En los años 1930 se acercó al racionalismo, tanto por su interés arquitectónico como por su militancia republicana e izquierdista. Entre 1931 y 1933 se construyó bajo sus directrices la Escuela Ignasi Iglesias en Gerona (actualmente CEIP Montjuïc). También construyó las Escuelas de la Mercè (1933, actualmente CEIP Verd) y Palau-sacosta (1936-1937, actualmente CEE Palau) en Gerona, así como otras escuelas en Figueras (1933) y San Hilario Sacalm (1934-1937, actualmente CEIP Guilleries). En 1933 proyectó dos grupos de vivienda obrera en Gerona, de los que solo se construyeron cuatro casas. En 1936 reconvirtió varios colegios religiosos en municipales: los Maristas como Grupo Durruti (de nuevo Maristas tras la guerra), La Salle como Grupo Karl Marx (actualmente Colegio La Salle) y las Dominicas como Escuela Graduada Joaquim Maurín (derribado en 2000).
En 1936 fue elegido delegado del Sindicato de Arquitectos de Cataluña en Gerona, desde el que promovió la colectivización de la construcción y la municipalización de la vivienda. Ese año elaboró un proyecto para un grupo escolar llamado Prat de la Riba en Gerona, que no se llegó a ejecutar. Por otro lado, en cuanto a urbanismo, proyectó en Gerona la urbanización de la montaña de Montjuïc (1936) y del barrio del Mercadal (1939).
Tras la Guerra Civil fue sometido a depuración por la Ley de Responsabilidades Políticas: en Figueras fue destituido como arquitecto municipal y, en Gerona, se le aplicó un año de suspensión de empleo y sueldo y cinco de postergación. Posteriormente ejerció su profesión de manera privada.
Contrajo matrimonio con Dolores Ortet y Guitart.